# Cynodon tenellus
Cynodon tenellus là một loài thực vật có hoa trong họ Hòa thảo. Loài này được Robert Brown mô tả khoa học đầu tiên năm 1810 dưới danh pháp Cynodon tenellum (do tác giả coi Cynodon là danh từ giống trung, nhưng thực tế nó là danh từ giống đực nên danh pháp đúng là Cynodon tenellus). Năm 1934 Charles Edward Hubbard chuyển nó sang chi Brachyachne. Năm 2015, Paul M. Peterson et al. xác định nó là loài Cynodon thực thụ và chuyển nó trở lại chi này.

## Phân bố
Loài bản địa Indonesia (Java, quần đảo Sunda Nhỏ, Tây New Guinea), Papua New Guinea, Australia (lãnh thổ Bắc Úc, Queensland, Tây Úc).